# Temnaspis kuntzeni
Temnaspis kuntzeni is een keversoort uit de familie halstandhaantjes (Megalopodidae). De wetenschappelijke naam van de soort werd in 1923 gepubliceerd door Reineck.